# Petropavlovszkojei járás
A Petropavlovszkojei járás (oroszul: Петропавловский район) Oroszország egyik járása az Altaji határterületen. Székhelye Petropavlovszkoje.

A Petropavlovszkojei járás az Altaji határterületen

## Népesség
- 1989-ben 14 418 lakosa volt.
- 2002-ben 13 911 lakosa volt, melyből 13 257 orosz, 213 német, 171 kazah, 87 ukrán, 35 örmény, 28 fehérorosz, 19 tatár, 17 tadzsik stb.
- 2010-ben 12 450 lakosa volt.